# Gott schützt die Liebenden (2008)
Gott schützt die Liebenden ist ein Filmdrama von Carlo Rola aus dem Jahr 2008. Die Literaturverfilmung basiert auf einem Roman des Schriftstellers Johannes Mario Simmel.

## Handlung
Paul Holland, von Beruf Kriegsfotograf, kehrt kriegsversehrt aus dem Ausland zurück. Schockierend ist für ihn, zu erkennen, dass seine große Liebe, Sybille, nicht aufzufinden ist. Er sieht, dass in der gemeinsamen Wohnung Blut klebt und vermutet, dass es von ihr stammt. Die benachrichtigte Polizei steht vor einem Rätsel. Im weiteren Verlauf wird Paul klar, dass er eigentlich ziemlich wenig über seine Freundin weiß.
In Salzburg trifft Paul Petra Wendt, die Sybille aus früheren Tagen kennt. Jedoch stellt sich heraus, dass sie damals den Namen Victoria Brunswick getragen hat. Sie war von der Polizei als  Maulwurf in die deutsche Terrorszene eingeschleust worden, hat dort aber die Seiten gewechselt, einen Anwalt erschossen und ist seitdem mit falschem Namen untergetaucht. Sie soll im Besitz von Unterlagen sein, die den Staat belasten.
Da die Polizei annimmt, dass Sybille mit Paul Kontakt aufnehmen wird, wird Paul in Salzburg festgehalten. Tatsächlich meldet sich diese bei ihm. Obwohl er mit einer „Mörderin“ nichts zu tun haben will, möchte er ihr zur Flucht verhelfen. Er schmuggelt sie und sich in einem Touristenbus aus der Stadt zum Dachstein, wo er sie in einem kleinen Berghotel, das nur über die Seilbahn erreichbar ist, versteckt. Dort hindert ihn ein Sturm an der sofortigen Rückkehr in die Stadt, sodass eine gemeinsame Übernachtung nötig ist. Dabei erfährt er von Sybille, dass sie vor einigen Jahren ihren ehemaligen Führungsoffizier bei der Polizei Günter Enders in dessen Privathaus, wo er als Emilio Trenti lebte, erschossen hat. Nach einer Liebesnacht ändert Paul seine Meinung und beschließt, doch mit Sybille leben zu wollen, und zwar in Brasilien, wo er eine Korrespondentenstelle in Aussicht hat. Dafür will er Sybille einen falschen Pass mit Visum besorgen.
Als Paul die falschen Papiere in Salzburg abholen will, wird er von Petra gestellt und mit der Waffe gezwungen, Sybille in die Stadt zurückzubestellen. Beim Abholen am Bahnhof gibt sich Petra als Agentin der Polizei und Tochter des von Sybille erschossenen Trenti zu erkennen. Vergeblich verlangt sie die nicht vorhandenen belastenden Papiere und geht, um Platz für das Einsatzkommando zu machen, das Sybille nun festnehmen soll. Da holt diese eine abgesägte Schrotflinte aus der Tasche und erschießt sich selbst. Bei einem vorangehenden Gerangel um die Waffe wird auch Paul in die Brust getroffen, überlebt aber knapp.
Nach der Genesung hadert Paul mit Gott, dass er nicht gemeinsam mit seiner Geliebten sterben durfte, obwohl Gott gewöhnlich die Liebenden schützt. Er schreibt einen Roman mit der Geschichte von ihm und Sybille als letztes Geschenk. Danach wird Paul von seiner Agentur nach Afrika gesandt, wo sein Flugzeug abstürzt.

## Produktionsnotizen
Gott schützt die Liebenden hatte seine Erstausstrahlung am 3. Dezember 2008 im ZDF und auf ORF 2.

## Kritiken
„Verschwiemeltes Terror-Melodram“

„Auch die Veredelungsmomente einer heutigen, verschachtelten Erzählweise können nicht wirklich über die Banalität der Geschichte hinwegtäuschen.“